# Alfonso Carlos Comín
Alfonso Carlos Comín Ros (Zaragoza, 9 de agosto de 1933 - Barcelona, 23 de julio de 1980) fue un ingeniero industrial, periodista, sociólogo y político español. Luchó contra el franquismo en la clandestinidad. Tuvo especial influencia en la corriente de renovación del pensamiento cristiano en el mundo de su época y un referente en el eurocomunismo. En 1980 fue elegido diputado en la I Legislatura del Parlamento de Cataluña por el PSUC. Murió de cáncer sin tomar posesión del escaño.

## Biografía
Nació en el seno de una familia carlista aragonesa. Era el pequeño de siete hermanos. A los nueve años se trasladó a Barcelona con su familia.
Realizó el bachillerato en el colegio Sant Ignasi de la Compañía de Jesús. A los veinte años empieza sus estudios de Ingeniero Industrial. Su padre, fallecido en 1939, fue Jesús Comín. 
A pesar de haber recibido una educación tradicionalista Comín explica en sus escritos que, a principios de los cincuenta, ya se recuerda antifranquista.
En 1954 entra a formar parte del Servicio Universitario del Trabajo impulsado por el padre Llanos. Ese mismo año se incorpora al consejo de redacción de la revista «El Ciervo» a través del cual conoce la obra de Emmanuel Mounier que tendrá gran influencia en su vida.
En 1956 empezó a implicarse en grupos de la izquierda universitaria en el Frente de Liberación Popular (FLP, conocido coloquialmente como Felipe). Es detenido por primera vez a raíz de una huelga de protesta contra la política del gobierno en la Escuela de Ingenieros de Barcelona.
En los siguientes años junto al compromiso político avanzó en paralelo en su proceso espiritual y entró en contacto con los Hermanitos de Foucauld y conoce a Abbé Pierre y a Lanza del Vasto.
En 1961 se casa con Maria Lluïsa Oliveres.
En 1962, abandonó el FLP para integrarse en el Frente Obrero de Cataluña (FOC), que se constituyó como referente catalán del Frente de Liberación Popular (Felipe).
Junto a su esposa deciden vivir al servicio de los pobres y se trasladan a Málaga y se instalan cerca del barrio obrero de Huelín. En Málaga nacen sus dos primeros hijos, María y Pere y escribe su primer libro, España del Sur (1965).
Tras cuatro años regresa a Barcelona, participa en coloquios y conferencias, publica España, ¿país de misión? y nace su hija Elisabet.
El 24 de enero de 1969, primer día del estado de excepción, es detenido junto con veintidós compañeros, entre los que estaba Joan N. García-Nieto con quien fundó en 1973 el movimiento de Cristianos por el Socialismo. Pasó cinco semanas en prisión.
El 7 de octubre vuelve a ingresar en prisión por propaganda ilegal condenado a un año y cuatro días por un artículo publicado en 1967 en la revista francesa "Témoignage Chrétien".
Su estancia en prisión le marca en el avance de la conciencia política y religiosa. A su salida de la cárcel en 1970 ingresó en la Organización Comunista de España-Bandera Roja (OCE-BR). En 1971 nace su cuarto hijo Antoni. Aun estando libre tuvo problemas con las autoridades franquistas que le negaron el pasaporte y si bien pleiteó, la Justicia le rechazó su amparo.
En 1973 creó el movimiento Cristianos por el Socialismo junto a su amigo jesuita Joan N. García-Nieto, su hermana María del Carmen García-Nieto y otros militantes cristianos de izquierdas.  Los médicos le diagnostican un cáncer ya generalizado en huesos y pulmones. A pesar de ello su actividad no cesa.
En 1974 fundó Bandera Roja de Catalunya. El mismo año publica con Joan N. García-Nieto Juventud obrera y conciencia de clase. En diciembre se integró en el Partido Socialista Unificado de Cataluña (PSUC) y a partir de 1975 formó parte del Comité Central del partido y también de la dirección del PCE.
En 1975 muere el dictador Francisco Franco. Durante el franquismo Comín fue detenido ocho veces y se le iniciaron doce sumarios de los que sólo uno prosperó.
En 1976 asumió la dirección de la revista «Taula de Canvi» (Mesa de Cambio) que asumió hasta su fallecimiento. También fue director literario de las editoriales Nova Terra, Estela y Laia.
En 1977 publicó en este marco Cristianos en el partido, comunistas en la Iglesia además de La reconstrucción de la Palabra. 
En 1979 publica Por qué soy marxista y otras confesiones.
En 1980 fue elegido diputado de la I Legislatura al Parlamento de Cataluña por la provincia de Barcelona en las listas del PSUC. Su enfermedad ya en estado muy avanzado le impide tomar posesión de su escaño. Muere pocos meses después, el 23 de julio de 1980.

## Pensamiento
Desde sus posiciones cristiana y marxista influyó especialmente en la renovación del pensamiento cristiano de su época. Plantea la necesidad de hacer compatible el binomio fe-revolución. Un cristianismo no resignado ante la situación del mundo y ante el poder establecido que combate la injusticia estructural y que pretende llevar a cabo "una transformación radical y concreta de la historia". Una parte importante de la problemática política y social que trató estuvo relacionada con los andaluces residentes en Cataluña, especialmente en Barcelona, desde la década de 1950.

## Homenajes y reconocimientos

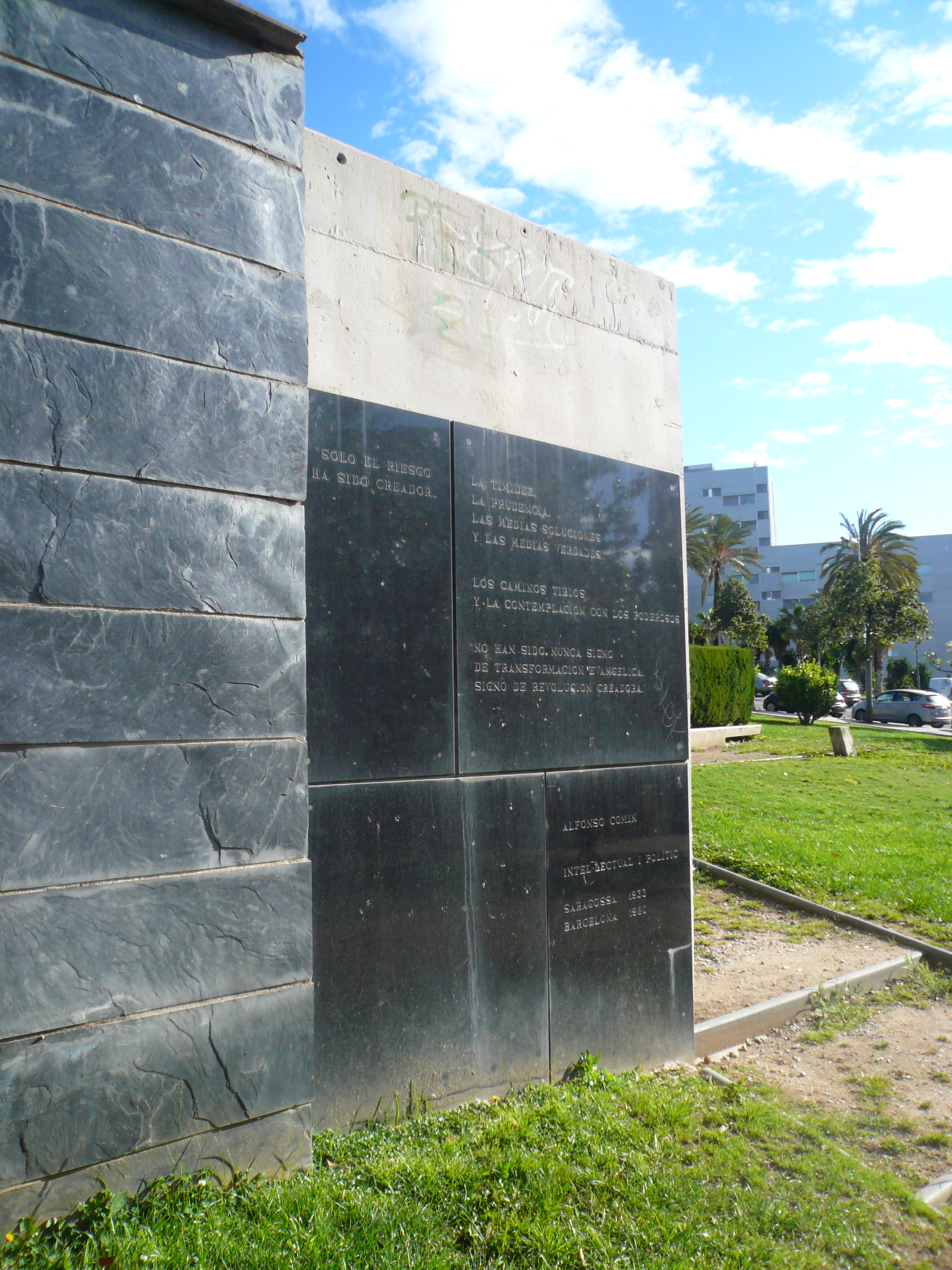
Monumento en memoria de Alfons Comín en la Plaza Alfons Comín de Barcelona

- En la ciudad de Barcelona la Plaza Alfons Comín con un monumento recuerdan su memoria.
- En 5 de febrero de 1984 se inauguró también la Plaza Alfons Comín en San Feliú de Llobregat, en el Barrio de La Falguera.[8]

A finales de los 70 La ciudad de Zaragoza le dedicó una calle en el barrio de Monsalud con el nombre de Poeta Alfonso Carlos Comín Ros.

### Fundación Alfonso Comín
En 1983 amigos, seguidores y antiguos compañeros crearon la Fundación Alfonso Comín con el objetivo de publicar la Obra Completa de Alfonso Comín y trabajar en la línea del compromiso social, político y religioso que animó su vida.
La fundación concede el Premio Internacional Alfonso Comín para el "reconocimiento público a personas o colectivos comprometidos en la tarea de construir un mundo más justo, afirmando los valores que impregnaron la vida y la obra de Alfonso Comín".

## Obras
- España del sur (1965)
- España, ¿país de Misión? (1966)
- Noticia de Andalucía (1970)
- Per una estratègia sindical  (1970)
- Fe en la tierra (1975)
- Qué es el sindicalismo (1976)
- La reconstrucción de la Palabra (1977)
- Cristianos en el partido, Comunistas en la Iglesia (1977)
- Por qué soy marxista y otras confesiones (1979)
- Cuba entre el silencio y la utopía  (1979)